# Philosophenschiff

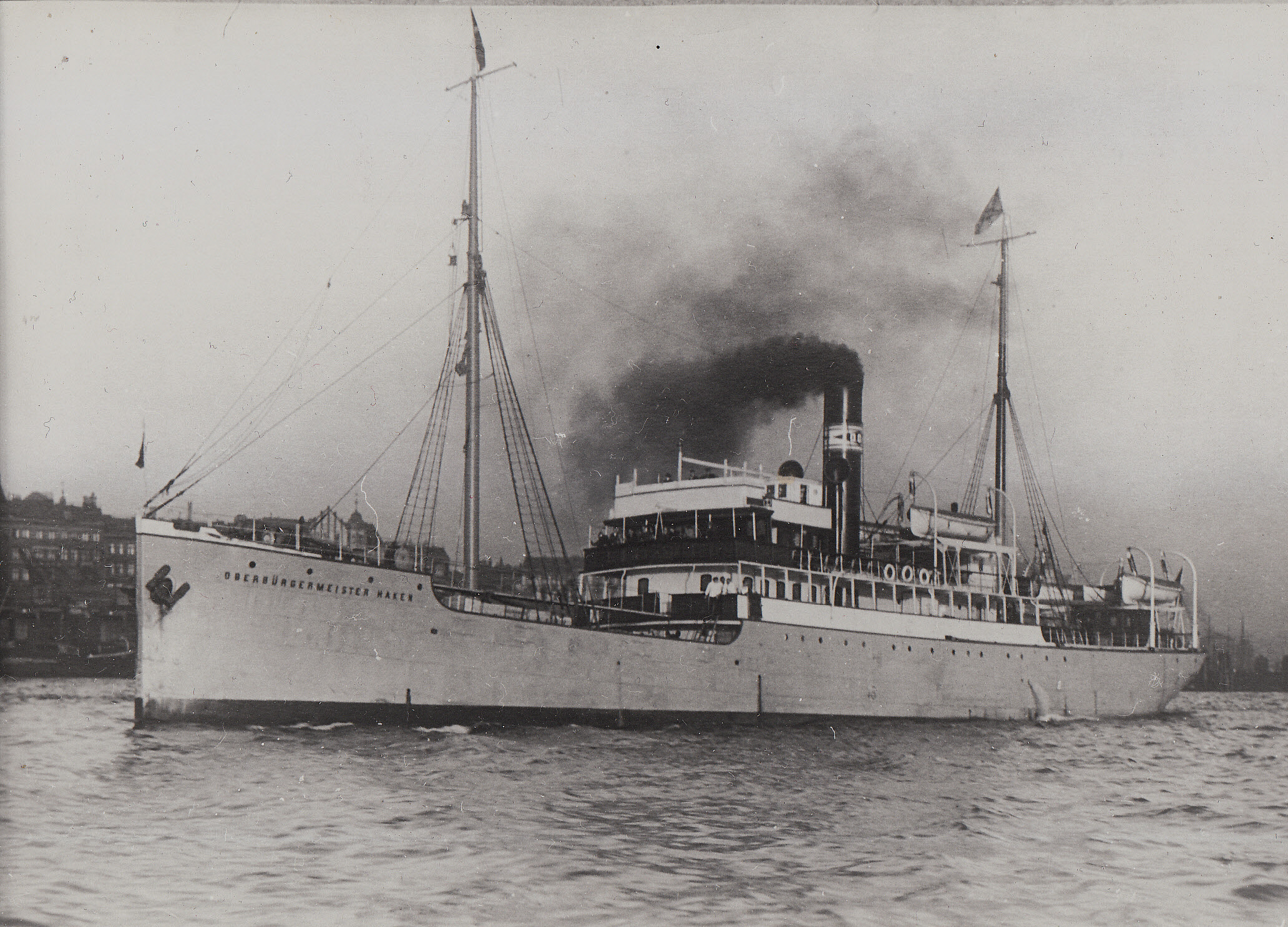
Das Fahrgastschiff Oberbürgermeister Haken

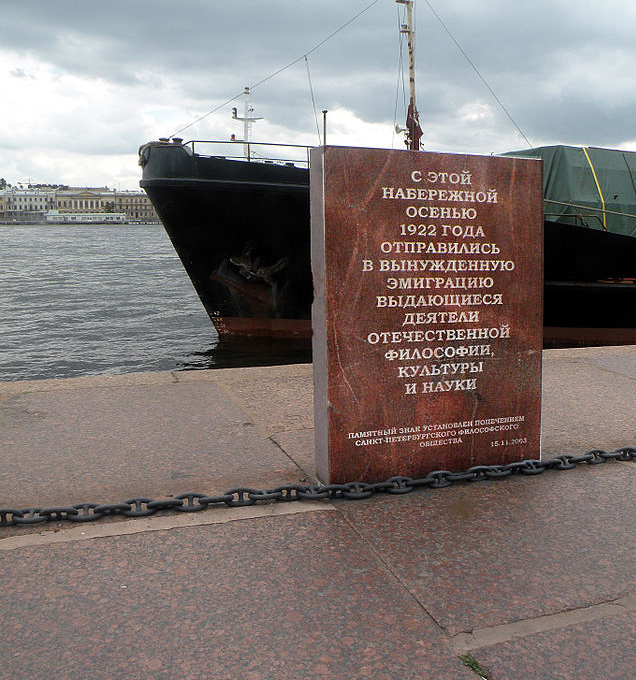
Gedenktafel in Sankt Petersburg, errichtet von der St. Petersburger Philosophischen Gesellschaft (15. November 2003)

Philosophenschiff (russisch философский пароход „Philosophendampfer“) wird eine Aktion der bolschewistischen Regierung Sowjetrusslands genannt, bei der missliebige Intellektuelle im September und November 1922 außer Landes gebracht wurden. Der Urheber der Ausweisung, Lenin, bezeichnete dies als „Langzeitige Säuberung Russlands“.

## Ausbürgerung 1922
Die neu etablierte Sowjetmacht versuchte mit allen Mitteln ihre Macht zu konsolidieren und ließ in den Anfangsjahren ihrer Herrschaft Tausende von Oppositionellen inhaftieren und erschießen. Später kam die Idee auf, sich unliebsamer Personen durch deren Ausweisung ins Ausland zu entledigen. „Philosophenschiff“ ist die Sammelbezeichnung für mindestens fünf Schiffe, mit denen im Jahr 1922 unliebsame Personen in großer Zahl aus Sowjetrussland ins Ausland abgeschoben wurden. Im engeren Sinne bezeichnet der Begriff die Fahrten des deutschen Passagierschiffs Oberbürgermeister Haken am 29./30. September 1922 und des Trajektschiffs Preußen am 16./17. November 1922, die 225 Menschen, darunter 32 Studenten, aus Petrograd nach Stettin brachten. Schon am 19. September 1922 hatte ein Dampfer mit Vertretern der ukrainischen Intelligenz Odessa in Richtung Konstantinopel verlassen und am 18. Dezember 1922 verließ der Dampfer Jeanne Sewastopol in die gleiche Richtung.
Außer den „Philosophenschiffen“ gab es im Rahmen der Aktion noch weitere Ausweisungen von Intellektuellen per Land mit der Eisenbahn über die polnische Grenze, nach Deutschland, nach Lettland, Finnland und Afghanistan.
Die Abschiebungen erfolgten auf direkten Befehl Lenins ohne Gerichtsverfahren, da den Abgeschobenen formell kein Vergehen anzulasten war. Leo Trotzki schrieb: „Wir haben diese Leute ausgewiesen, da es keinen Anlass gab, sie zu erschießen, aber sie noch länger zu ertragen, war unmöglich.“
Zu den 1922 auf „Philosophenschiffen“ zwangsexilierten Intellektuellen, darunter Universitätsprofessoren und elf Philosophen, zählten unter anderem folgende bekannte Persönlichkeiten:
- Nikolai Alexandrowitsch Berdjajew
- Walentin Fjodorowitsch Bulgakow
- Sergei Nikolajewitsch Bulgakow
- Iwan Alexandrowitsch Iljin
- Lew Platonowitsch Karsawin
- Alexander Alexandrowitsch Kiesewetter
- Nestor Kotliarewski
- Dmitri Kusmin-Karawajew
- Nikolai Onufrijewitsch Losski
- Venedikt Miakotin
- Michail Andrejewitsch Ossorgin
- Pitirim Sorokin
- Sergej Jewgenjewitsch Trubetzkoi
- Simon Frank
- Fedor Stepun
- Boris Wyscheslawzew

Unter den 224 exilierten Personen befanden sich 43 Ärzte, 69 Professoren, Lehrer und Wissenschaftler, 10 Ingenieure, 7 Rechtsanwälte und Richter, 29 Schriftsteller, Journalisten usw.

## Reminiszenz 2003
„Philosophenschiff“ wurde auch ein Passagierschiff genannt, das die Teilnehmer des XXI. Internationalen Philosophenkongresses „Philosophie im Angesicht globaler Probleme“, der vom 10. bis 17. August 2003 in Istanbul stattfand, nach Russland zurückbrachte. Der Symbolgehalt dieser Aktion: Die russische Philosophie kehrt in die Heimat zurück.